# Warsaw, Missouri
Warsaw är administrativ huvudort i Benton County i Missouri. Orten har fått sitt namn efter Warszawa som på engelska heter Warsaw. Warsaw grundades officiellt år 1843 och har varit countyts huvudort sedan dess.